# Severance
Severance es una película de terror y comedia de 2006 coescrita y dirigida por Christopher Smith. Coescrita con James Moran, está protagonizada por Danny Dyer y Laura Harris. La película cuenta la historia de un grupo de compañeros de trabajo británicos y canadienses que van a un remoto bosque de montaña en Hungría, donde se convierten en víctimas de ataques asesinos por parte de un grupo de cazadores furtivos.
Severance recibió críticas en su mayoría positivas. En 2009, el interés de los medios por la película revivió tras el presunto asesinato por imitación de un adolescente del Reino Unido.

## Reparto
- Laura Harris como Maggie
- Claudie Blakley como Jill
- Toby Stephens como Harris
- Andy Nyman como Gordon
- Babou Ceesay como Billy
- Tim McInnerny como Richard
- Danny Dyer como Steve
- David Gilliam como George
- Juli Drajkó como Olga
- Judit Viktor como Nadia
- Sándor Boros como conductor de autocar

## Estreno
La película fue estrenada en Reino Unido el 25 de agosto de 2006, y en Alemania el 30 de noviembre de 2006.

### Lanzamiento casero
Severance fue lanzada en el Reino Unido en DVD por 20th Century Fox Home Entertainment el 8 de enero de 2007. En Estados Unidos fue lanzada en DVD por Magnolia Pictures el 27 de septiembre de 2007. Severance también ha sido lanzada en DVD en Australia por Warner Home Video, en Francia por Fox Pathé Europa, en Alemania por Splendid Film y en Hong Kong por Deltamac.

## Recepción
Severance recibió reseñas generalmente positivas de parte de la crítica y de la audiencia. En el sitio web agregador de reseñas Rotten Tomatoes, la película posee una aprobación de 66%, basada en 91 reseñas, con una calificación de 6.2/10 y un consenso crítico que dice "Una parodia retorcida y sangrienta de la vida en la oficina, Severance equilibra muy bien la comedia y el horror desagradable". De parte de la audiencia tiene una aprobación de 61%, basada en más de 100 000 votos, con una calificación de 3.4/5.
El sitio web Metacritic le dio a la película una puntuación de 62 de 100, basada en 23 reseñas, indicando "reseñas generalmente favorables". En el sitio IMDb los usuarios le asignaron una calificación de 6.4/10, sobre la base de más de más de 40 000 votos, mientras que en la página web FilmAffinity la película tiene una calificación de 5.4/10, basada en 4631 votos.